# Edgar Fritz Rosenblatt
Edgar Fritz Rosenblatt (geboren 30. Juli 1901 in Großenhain; gestorben 14. Dezember 1997 in Peapack) war ein deutsch-amerikanischer Chemiker und Manager.

## Leben
Edgar Fritz Rosenblatt war ein Sohn des Prokuristen Arthur Rosenblatt (1865–1944) und der Wienerin Maria Auguste Schuster. Der Vater war Anglikaner, die Mutter Katholikin. Er hatte zwei Geschwister. Rosenblatt heiratete 1928 die Apothekerin Herta Fischer (1903–2006), die später zwei Gedichtbände in englischer Sprache veröffentlichte. Sie hatten drei Kinder, darunter die Religionsphilosophin Christine Downing.
Rosenblatt wuchs in Großenhain auf. Er studierte von 1922 bis 1928 Chemie in Tübingen und Leipzig, wo er 1930 promoviert wurde. Er war ab 1929 Assistent am chemischen Labor der Universität Leipzig und wurde 1933 nach der Machtübergabe an die Nationalsozialisten aus rassistischen Gründen entlassen.
Er emigrierte 1934 nach England, wo er eine Beschäftigung an der Universität Cambridge fand, und von dort 1935 in die USA, wohin ihm dann auch seine Familie folgen konnte. Rosenblatt arbeitete von 1935 bis 1941 als Forschungschemiker beim Unternehmen Baker in New Jersey und wurde dann Chemiker beim Unternehmen Engelhard in Newark. Er erhielt 1941 die amerikanische Staatsbürgerschaft. 1952 wurde er bei Engelhard Vizepräsident, 1958 Direktor und von 1965 bis 1969 war er Präsident und stellvertretender Vorsitzender bei Engelhard Minerals & Chem. Corp. Für das Unternehmen nahm er in den 1960er Jahren verschiedene Vorstands- und Aufsichtsratsmandate in ausländischen Tochtergesellschaften wahr. In seiner Zeit wurden bei Engelhard Grundlagen für die Entwicklung von Fahrzeugkatalysatoren gelegt.
Rosenblatt war Mitglied unter anderem der American Chemical Society, der American Association for the Advancement of Science, des American Institute of Mining, Metallurgical, and Petroleum Engineers.

## Schriften (Auswahl)
- Zur Konstitution der Platin-diammin- und der Platintetrammin-Verbindungen. Weida i. Thür. : Thomas & Hubert, 1930 Dissertation
- Optische Untersuchung zur Reaktion von Polyhydroxyden mit Schweizer's Reagens. Zeitschrift für anorganische und allgemeine Chemie, 1932, S. 217–224